# Elaphomyces muricatus
Espèce
Synonymes
- Lycoperdon cervinum L., 1753
- Elaphomyces cervinus (L.) Schltdl., 1824

Elaphomyces muricatus, très proche de la truffe du cerf (Elaphomyces granulatus), est une espèce de champignons probablement très commune. Mais - tout comme la truffe du cerf - il est cependant presque inconnu du public, car il ne se développe que sous le sol durant tout son cycle de vie, y compris pour sa fructification.
C'est l'une des 65 espèces de truffes du cerf (Elaphomyces) connues, dont seules environ 18 vivent en Europe).
Malgré son nom français, ce n'est pas une truffe "vraie" au sens culinaire du terme. Il n'est pas recherché par l'homme car peu goûteux. Il est par contre apprécié par de nombreux animaux, dont en Europe les sangliers et l'écureuil roux, qui recherchent activement ses fructifications pour s'en nourrir. Ces animaux jouent un rôle important pour l'espèce, car ils en diffusent les spores, ce qui permet la reproduction du champignon (qui a par ailleurs besoin que l'on conserve une quantité minimale de bois mort dans les forêts).

## Écologie
Cette truffe, comme d'autres Elaphomyces, peut être parasitée par d'autres champignons  Cordyceps dont Cordyceps capitata et Cordyceps  langue de serpent  (Elaphocordyceps ophioglossoides) (à ne pas confondre avec Geoglossum nigritum) à la forme caractéristique, qui peut signaler la présence de son hôte (ou celle d'autres espèces proches telles que la Truffe du cerf muriquée (Elaphomyces variegatus)

## Étymologie
Le nom scientifique Elaphomyces muricatus de ce champignon évoque à la fois le cerf élaphe, autrefois réputé le consommer, et les pointes hérissant son péridium, comparées à celles des coquilles de Murex.

## Habitat, répartition et biomasse
Si ses besoins sont comparables à ceux d'E. granulatus, ce champignon devrait être plus abondant dans les forêts anciennes.

Et, comme toutes les truffes, il nécessite la présence de ses espèces symbiotes, et aussi d'animaux capables d'en disséminer les spores.
Remarque : Il n'est pas exclu que - comme d'autres espèces de truffes et de champignons - cette espèce puisse bioaccumuler des radionucléides ou d'autres métaux.

## Espèces proches
- Elaphomyces granulatus
- Elaphomyces persoonii
- Elaphomyces virgatosporus
- Elaphomyces aculeatus
- Balsamia polysperma
- Balsamia vulgaris
- Choiromyces meandriformis
- Genea klotzschii
- Gautieria mexicana
- Tuber sp.